# Never Turn Your Back on a Friend
Never Turn Your Back on a Friend è il terzo album del gruppo musicale hard rock/heavy metal gallese Budgie, pubblicato nel 1973.

## Tracce
1. Breadfan – 6:10
2. Baby, Please Don't Go (cover di Big Joe Williams) – 5:30
3. You Know I'll Always Love You – 2:15
4. You're the Biggest Thing Since Powdered Milk – 8:51
5. In the Grip of a Tyrefitter's Hand – 6:29
6. Riding My Nightmare – 2:42
7. Parents – 10:25

## Formazione
- Burke Shelley – voce, basso
- Tony Bourge – chitarre elettrica ed acustica, cori
- Ray Phillips – batteria